# Équipotentielle
Une équipotentielle, ou surface de niveau d'un champ (gravitationnel, électrique, etc.), est l'ensemble des points où un potentiel scalaire prend une même valeur numérique.
Les équipotentielles sont perpendiculaires aux lignes de champ et plus les équipotentielles sont resserrées, plus le champ est intense.

## Domaine

### Gravitation
Dans un champ képlérien radial, les équipotentielles sont des sphères. Il existe de nombreux modèles de potentiel pour décrire des objets comme les amas globulaires, les galaxies, etc. Le géoïde est une équipotentielle du champ de pesanteur terrestre.

### Électricité
En électricité, l'équipotentielle est l'ensemble des conducteurs électriques soumis à la même tension électrique, et ne possédant donc pas de différence de potentiel électrique. Une liaison équipotentielle a pour but d'uniformiser le potentiel électrique sur un certain espace.

Lignes de champ et surfaces équipotentielles créées par deux charges électriques
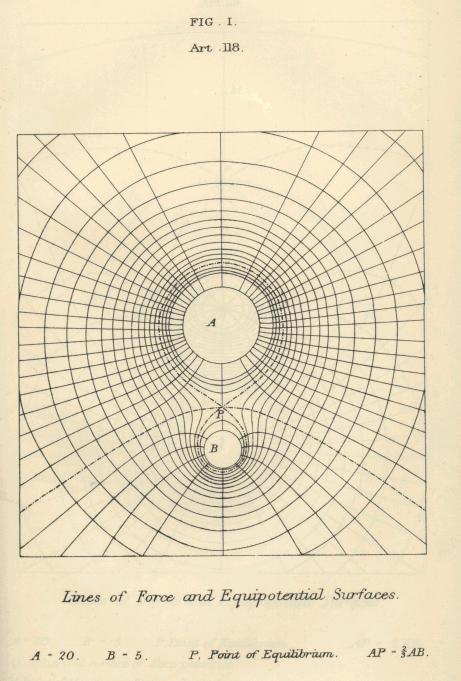
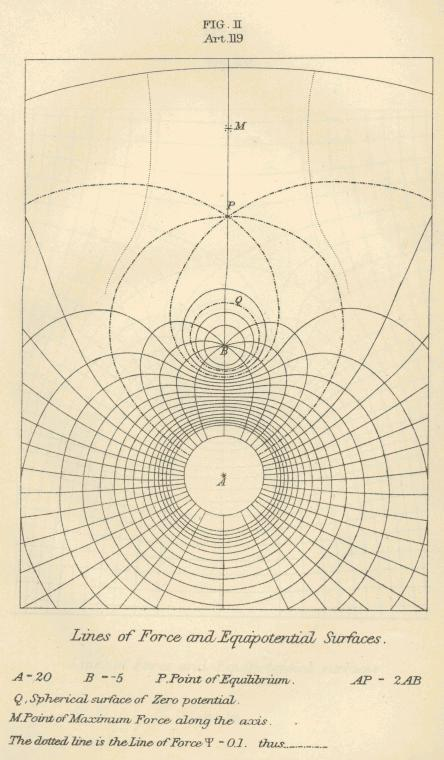

- A=+20 et B=+5[3].
- A=+20 et B=-5[3].

### Magnétisme
En magnétisme, l'équipotentiel correspond à tout endroit soumis à un champ magnétique d'intensité identique.

### Pression atmosphérique

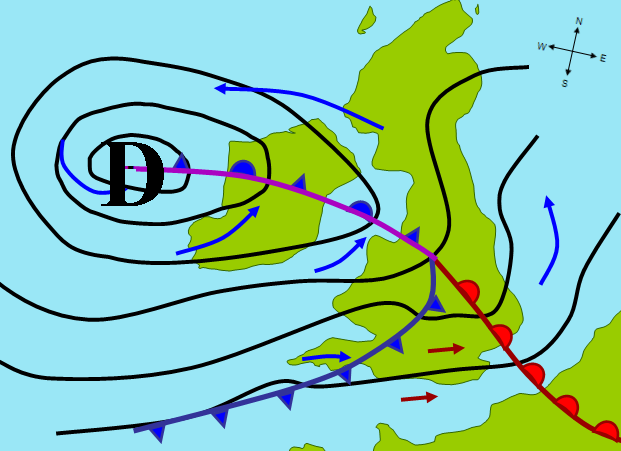
Carte météorologique avec en noir les lignes de pression égale : les isobares.

En météorologie, une équipotentielle de pression est une isobare.

### Température
En météorologie et en climatologie, une équipotentielle de température s'appelle une ligne isotherme